# John Schneider
John Richard Schneider (Mount Kisco, 8 aprile 1960) è un attore e cantante statunitense.

## Biografia
Tra il 1979 ed il 1985 interpreta il ruolo di Bo Duke nella celebre serie televisiva Hazzard. Nel 1981 lavora in The Midnight Special, che nel cast poteva vantare artisti come Donna Summer e Tina Turner. Riguardo alla data di nascita di John Schneider può capitare di leggere che l'attore sia nato nel 1954. Questo errore è dovuto al fatto che, al provino per la parte di Bo Duke, John disse di avere 24 anni (in realtà ne aveva 18): i creatori della serie Hazzard cercavano, infatti, un attore con un'età compresa tra i 24 e i 30 anni.
Nel film La fuga di Eddie Macon del 1983 interpreta il detenuto Eddie Macon accanto a Kirk Douglas. Due anni più tardi, è un agente della DEA nel film drammatico Cocaine Wars. Segue il film La corsa più pazza del mondo 2 del 1989, accanto all'attore comico John Candy. Nel 1993 Schneider è nel cast di un'altra serie, Second Chances, e un anno dopo partecipa alla commedia Exit to Eden che annovera, fra gli altri, Dan Aykroyd. In quindici episodi della serie La signora del West, tra il 1993 ed il 1998, interpreta Daniel Simon. Ritorna al cinema nel 2000 con il film Snow Day. Vanta inoltre partecipazioni minori in altri telefilm, tra cui Un detective in corsia, L'atelier di Veronica, Relic Hunter, Il tocco di un angelo e CSI: Miami.
Tra il 2001 ed il 2006 interpreta Jonathan Kent, nella serie Smallville, per ben 100 episodi. Ricopre poi il duplice ruolo di attore e regista nell'opera teatrale Collier & Co allestita nell'ottobre 2006. Nel 2007 partecipa al film Lake Placid 2 - Il terrore continua.

## Riconoscimenti
- Young Hollywood Hall of Fame[2]

## Filmografia parziale

### Attore

#### Cinema
- Il bandito e la "Madama" (Smokey and the Bandit), regia di Hal Needham (1977)
- La fuga di Eddie Macon (Eddie Macon's Run), regia di Jeff Kanew (1983)
- Cocaine Wars (La muerte blanca), regia di Héctor Olivera (1985)
- La fattoria maledetta (The Curse), regia di David Keith (1987)
- La corsa più pazza del mondo 2 (Speed Zone!), regia di Jim Drake (1989)
- Undicesimo: la vendetta (Ministry of Vengeance), regia di Peter Maris (1989)
- Come the Morning, regia di Michael O. Sajbel (1993)
- Exit to Eden, regia di Garry Marshall (1994)
- Michael Landon, the Father I Knew (1999)
- Snow Day, regia di Chris Koch (2000)
- Sydney White - Biancaneve al college (Sydney White), regia di Joe Nussbaum (2007)
- The Rebound - Ricomincio dall'amore (The Rebound), regia di Bart Freundlich (2009)
- Sex Crimes 4 (Wild Things: Foursome), regia di Andy Hurst (2010)
- October Baby, regia di Andrew Erwin, Jon Erwin (2011)
- Snow Beast, regia di Brian Brough (2011)

#### Televisione
- Hazzard (The Dukes of Hazzard) – serie TV, 127 episodi (1979-1985)
- Dream House, regia di Joseph Hardy – film TV (1981)
- The Midnight Special – serie TV, un episodio (1981)
- Gus Brown and Midnight Brewster, regia di James Fargo - film TV (1985)
- Stagecoach, regia di Ted Post – film TV (1986)
- Christmas Comes to Willow Creek, regia di Richard Lang – film TV (1987)
- Outback Bound - Quando tutto ti va male (Outback Bound), regia di John Llewellyn Moxey – film TV (1988)
- Cacciatori di taglie (Grand Slam II), regia di Bill L. Norton, Bruce Kessler – film TV (1990)
- Highway Heartbreaker, regia di Paul Schneider - film TV (1992)
- Desperate Journey: The Allison Wilcox Story, regia di Dan Lerner - film TV (1993)
- Second Chances – serie TV, 3 episodi (1993-1994)
- La signora del West (Dr. Quinn, Medicine Woman) – serie TV, 16 episodi (1993-1998)
- Bandit: Bandit Bandit, regia di Hal Needham - film TV (1994)
- Texas, regia di Richard Lang - film TV (1994)
- The Legend of the Ruby Silver, regia di Charles Wilkinson - film TV (1996)
- Tornado (Night of the Twisters), regia di Timothy Bond - film TV (1996)
- Un detective in corsia (Diagnosis Murder) – serie TV, 4 episodi (1996-2000)
- Hazzard 20 anni dopo (The Dukes of Hazzard: Reunion!), regia di Lewis Teague – film TV (1997)
- True Women - Oltre i confini del west (True Women), regia di Karen Arthur – miniserie TV (1997)
- JAG - Avvocati in divisa (JAG) – serie TV, un episodio (1998)
- Di padre in figlio (Michael Landon, the Father I Knew), regia di Michael Landon, Jr. (1999)
- Sam Churchill: Search for a Homeless Man, regia di Stephen Traxler (1999)
- Walker Texas Ranger – serie TV, episodio 7x22 (1999)
- Relic Hunter – serie TV, episodio 1x12 (2000)
- Hazzard: Bo e Luke vanno ad Hollywood (The Dukes of Hazzard: Hazzard in Hollywood), regia di Bradford May – film TV (2000)
- Temporale perfetto (Lightning: Fire from the Sky) – film TV, regia di David Giancola (2001)
- Smallville – serie TV, 114 episodi (2001-2011)
- Mary Christmas, regia di John Schneider – film TV (2001)
- Magnitudo 10.5 (10.5), regia di John Lafia – film TV (2004)
- Lake Placid 2, regia di David Flores – film TV (2007)
- Nip/Tuck – serie TV, 5 episodi (2007)
- CSI: Miami – serie TV, episodio 6x18 (2007)
- Ogre, regia di Steven R. Monroe – film TV (2008)
- Shark Swarm - Squali all'attacco (Shark Swarm), regia di James A. Contner – film TV (2008)
- La vita segreta di una teenager americana (The Secret Life of an American Teenage) – serie TV, 25 episodi (2008-2009)
- Dirty Sexy Money – serie TV, 3 episodi (2008-2009)
- Desperate Housewives – serie TV, 4 episodi (2011)
- Glee – serie TV, un episodio (2011)
- The Haves and the Have Nots – serie TV, 16 episodi (2013-in corso)
- Mistresses - Amanti (Mistresses) – serie TV, 2 episodi (2013)
- Love by the Book, regia di David S. Cass Sr. – film TV (2014)
- Natale tra le stelle (Poinsettias for Christmas), regia di Christie Will Wolf – film TV (2018)

## Doppiatori italiani
Nelle versioni in italiano delle opere in cui ha recitato, è stato doppiato da:
- Vittorio Guerrieri in Hazzard (ep. 6x04-22, st. 7), Hazzard 20 anni dopo, Catalina Island, Dirty Sexy Money
- Massimo Rossi in La fuga di Eddie Macon, Cocaine Wars, Smallville, A Casa di Fran
- Massimo Lodolo in Detective in corsia, Temporale perfetto, The Rebound - Ricomincio dall'amore
- Francesco Prando in  Hazzard: Bo e Luke vanno ad Hollywood, Leverage - Consulenze illegali
- Mario Cordova in Mistresses - Amanti, Desperate Housewives
- Simone Mori in Sydney White - Biancaneve al college
- Nino Prester ne Le avventure di Felicity
- Fabrizio Pucci in CSI - Scena del crimine
- Lino Capolicchio in Hazzard (st. 1-4)
- Roberto Del Giudice in Hazzard (st. 5, ep. 6x01-03)
- Claudio Ridolfo ne La signora del West
- Vittorio De Angelis in Lake Placid 2 - Il terrore continua
- Angelo Maggi in Shark Swarm - Squali all'attacco
- Alberto Bognanni in Super Shark
- Claudio Moneta in Nip/Tuck
- Saverio Indrio ne La vita segreta di una teenager americana
- Massimiliano Manfredi in Amici per la pelle
- Massimo Rinaldi in Glee
- Gaetano Varcasia in CSI: Miami

Come doppiatore, è sostituito da:
- Francesco Prando ne La mummia (serie animata)